# Округ Литомјержице
Округ Литомјержице (чеш. Okres Litoměřice) је округ у Устечком крају, у Чешкој Републици. Административно средиште округа је град Литомјержице.

## Становништво
Према подацима о броју становника из 2012. године округ је имао 119.250 становника.